# Parodia nigrispina
Parodia nigrispina ist eine Pflanzenart aus der Gattung Parodia in der Familie der Kakteengewächse (Cactaceae). Das Artepitheton nigrispina leitet sich von den lateinischen Worten niger für ‚schwarz‘ sowie -spinus für ‚-bedornt‘ ab.

## Beschreibung
Parodia nigrispina wächst kurz zylindrisch, bildet durch basale Verzweigung häufig Gruppen mit parallel-aufrechten Trieben, die Wuchshöhen von bis zu 40 Zentimeter und Durchmesser von 16 Zentimeter erreichen. Die 20 bis 24 Rippen sind 2 bis 2,5 Zentimeter voneinander entfernt angeordnet. Die auf ihnen befindlichen Areolen sind in Scheitelnähe der Triebe reichlich weiß bewollt. Die neun bis zehn gräulich weißen bis gelben oder dunkelgrauen Dornen sind dunkel gespitzt und lassen sich nicht in Mittel- und Randdornen unterscheiden. Sie sind gewunden und gebogen, drahtartig steiflich und weisen eine Länge von 2,5 bis 6 Zentimeter auf.
Die trichterförmigen gelben Blüten erreichen einen Durchmesser von 7 Zentimeter und Längen von bis zu 6,5 Zentimeter. Ihr Perikarpell ist mit behaarten Schuppen besetzt in deren Achseln Borsten vorhanden sind. Die Narbe ist hellgelb. Die glänzend braunen kugelförmigen Früchte weisen Durchmesser von bis zu 1,5 Zentimeter auf. Die Früchte enthalten mützenförmige, mattschwarze Samen, die etwas körnig gehöckert sind.

## Verbreitung, Systematik und Gefährdung
Parodia nigrispina ist in Paraguay im Departamento Caaguazú auf flachen Felsplateaus zwischen Gräsern und Sträuchern  verbreitet.     
Die Erstbeschreibung als Echinocactus nigrispinus durch Karl Moritz Schumann wurde 1899 veröffentlicht. Fred H. Brandt stellte die Art 1982 in die Gattung Parodia. Weitere nomenklatorische Synonyme sind Malacocarpus nigrispinus (K.Schum.) Britton & Rose (1922), Notocactus nigrispinus (K.Schum.) Buining (1970), Eriocactus nigrispinus (K.Schum.) F.Ritter (1979), Notocactus schumannianus f. nigrispinus (K.Schum.) Neduchal (1997), Eriocephala schumanniana subsp. nigrispina (K.Schum.) Guiggi (2012) und Eriocephala nigrispina (K.Schum.) Lodé (2013).
In der Roten Liste gefährdeter Arten der IUCN wird die Art als „Endangered (EN)“, d. h. als stark gefährdet geführt.

## Nachweise